# Eduardo Aulés
Eduardo Aulés y Garriga (Barcelona, 1839-Barcelona, 1913) fue un dramaturgo y jurista español. 

## Biografía
Nació en Barcelona en 1839. Se dedicó profesionalmente a la judicatura: fue juez en Cuba y juez y fiscal en Filipinas. Como autor de teatro obtuvo cierto éxito con obras como Lo diario ho porta, Cinch minuts fora del mon, Cel rogent, Tot cor, Cap y cua, La trompeta de la sal y Lo sant Cristo gros. También fueron suyos, mas de menor éxito, otros títulos como Tres blancs y un negre, Dos carboners, Romagosa (bis), Vots son trumfos, L'anada a Montserrat, Cólera vostras, ¡Ell!, Sis rals diaris, Lletra menuda, La ma trencada, Una dona a la brasa, No va más, Per no mudarse de pis, La mar vella, Sense sogre, Not's pot ser pobre, Inocencia y Amor telefónich. Hizo algunos arreglos de obras extranjeras, además de escribir en la prensa periódica, por ejemplo en Tros de Paper. Falleció en su ciudad natal en 1913.